# Jadwiga Anna Lorenc
Jadwiga Anna Lorenc – polska inżynier, dr hab. nauk chemicznych, profesor nadzwyczajny i kierownik Katedry Chemii Bioorganicznej Wydziału Inżynierii Produkcji Uniwersytetu Ekonomicznego we Wrocławiu.

## Życiorys
W 1976 uzyskała na Wydziale Chemii Politechniki Wrocławskiej tytuł magistra inżyniera chemii. 18 maja 2000 obroniła pracę doktorską Badania spektralne i dipolometryczne nitrowych pochodnych 2-alkiloaminopikolin i ich N-tlenków, 1 marca 2013 habilitowała się na podstawie pracy zatytułowanej Właściwości spektroskopowe i strukturalne aminowych i nitrowych pochodnych pirydyny, ich n-tlenków i soli. Objęła funkcję profesora nadzwyczajnego w Katedrze Chemii Bioorganicznej na Wydziale Inżynierii Produkcji Uniwersytetu Ekonomicznego we Wrocławiu.